# Tephrosia collina
Tephrosia collina är en ärtväxtart som beskrevs av V.S.Sharma. Tephrosia collina ingår i släktet Tephrosia och familjen ärtväxter.

## Underarter
Arten delas in i följande underarter:
- T. c. collina
- T. c. lanuginocarpa